# Seebühl
Seebühl ist ein Gemeindeteil der Gemeinde Köditz im Landkreis Hof (Oberfranken, Bayern). Seebühl liegt in der Gemarkung Köditz.

## Geografie
Westlich der Einöde fließt der Steinbach, ein linker Zufluss des Göstrabachs. Ein Anliegerweg führt 400 Meter südöstlich nach Köditz.

## Geschichte
Seebühl wurde in den 1870er Jahren auf dem Gemeindegebiet von Köditz gegründet.

### Einwohnerentwicklung
| Jahr      | 001871 | 001885 | 001900 | 001925 | 001950 | 001961 | 001970 | 001987 |
| Einwohner | 5      | 6      | 2      | 3      | 22     | 6      | 6      | 5      |
| Häuser    |        | 1      | 1      | 1      | 2      | 2      |        | 2      |
| Quelle    | [ 7 ]  | [ 8 ]  | [ 9 ]  | [ 10 ] | [ 11 ] | [ 12 ] | [ 13 ] | [ 1 ]  |

## Religion
Seebühl ist evangelisch-lutherisch geprägt und bis heute nach St. Leonhard (Köditz) gepfarrt.